# Justice Africa
Justice Africa — неправительственная организация, которая стремится продвигать социальную справедливость и права человека в Африке. Она была создана в 1999 году, чтобы обеспечить реализацию концепции панафриканского гражданского общества. Программы Justice Africa руководствуются лозунгом: «Ничего для нас без нас».
Организация верит в важность ответственности гражданского общества за демократический процесс, с целью поддержания мира и гарантирования прав человека. Для достижения этой цели «Justice Africa» работает с правительствами, субъектами гражданского общества, а также с местными сообществами, чтобы создать прочную судебную систему, поощрять демократический процесс и способствовать миру.

## История
Первоначально работа Justice Africa была сосредоточена на Африканском Роге, но позже она расширилась, включив район Великих Африканских озёр. По мере расширения региональной направленности расширялась и сеть организаций гражданского общества, с которыми он взаимодействует. Сегодня организация «Justice Africa» даже работает в партнёрстве с Африканским союзом над созданием мемориала прав человека в память о различных злодеяниях, таких как геноцид в Руанде, красный террор в Эфиопии, апартеид, колониализм и работорговля.

## Миссия
Заявленная миссия Justice Africa состоит в том, чтобы «обеспечить всестороннее участие местных субъектов и гражданского общества в процессах принятия решений, влияющих на их жизнь». При разработке и реализации программ Justice Africa консультируется с сообществами и гражданским обществом, чтобы гарантировать, что эти программы приносят пользу местным жителям. Организация также поощряет участие всех заинтересованных сторон, вовлечённых в программу, чтобы они могли влиять на процесс принятия решений, которые затрагивают их самих. Justice Africa действует беспристрастно и преследует только одну цель: поддерживать мир.

## Цели
Justice Africa ставит цель:
- Поддерживать организации гражданского общества в продвижении справедливости, демократии, прав человека и мира
- Проводить независимые исследования и анализ политики
- Вызывать дискуссию о методах разрешения конфликта в Африке
- Укреплять связи между местными, региональными и международными панафриканскими игроками
- Организовывать конференции, публиковать книги и встречаться напрямую с политиками, чтобы улучшить понимание проблем, актуальных для континента, и помочь их решить.
- Увековечить память о зверствах и геноцидах, нарушениях в области прав человека в Африке